# Canton de Beine-Nauroy
Pour les articles homonymes, voir Nauroy (homonymie).
Le canton de Beine-Nauroy est un ancien canton français situé dans le département de la Marne et la région Champagne-Ardenne.

## Géographie
Le canton de Beine-Nauroy était organisé autour de Beine-Nauroy dans l'arrondissement de Reims, en France. Son altitude variait de 83 m (Saint-Masmes) à 262 m (Berru) pour une altitude moyenne de 112 m.

## Représentation

### conseillers généraux de 1833 à 2015
| Période | Période          | Identité                                         | Étiquette           | Qualité |
| ------- | ---------------- | ------------------------------------------------ | ------------------- | --- |
| 1833    | 1845             | Jean-Baptiste Arnould-Sénart (1794-1846)         |                     | Négociant à Reims |
| 1845    | 1848             | Jean-Marie Ponsinet                              |                     | Juge au Tribunal civil de Reims |
| 1848    | 1853 (décès)     | Edmond Arnould (1819-1853) (fils de J.B.Arnould) |                     | Avocat, juge suppléant au Tribunal civil à Reims |
| 1853    | 1861             | Nicolas Charpentier-Courtin                      |                     | Président du comice agricole |
| 1861    | 1871             | Jules Edmond Lantiôme (1835-1896)                |                     | Bâtonnier de l'ordre des avocats, membre de l'académie nationale de Reims |
| 1871    | 1890 (démission) | Félix-Thomas Derevôge                            | GR                  | Notaire - Propriétaire à Pontfaverger Député (1885-1889) |
| 1890    | 1928             | Ernest Auguste Monfeuillart                      | Républicain Radical | Député (1898-1906) puis sénateur (1906-1932) Maire de Selles (1889-1929) Président du Conseil Général |
| 1928    | 1931 (démission) | Henri Gantelet                                   | URD                 | Négociant, propriétaire à Dontrien, conseiller d'arrondissement |
| 1931    | 1940             | René Pérard                                      | Rad.ind.            | Maire de Cernay-lès-Reims |
|         |                  |                                                  |                     | |
| 1945    | 1967             | René Lundy                                       | Rad.                | Représentant Maire de Beine |
| 1967    | 1998             | Pierre Rodrigue                                  | DVG puis DVD        | Instituteur Maire de Pontfaverger-Moronvilliers |
| 1998    | 2015             | Alphonse Schwein                                 | DVD puis UMP-PCD    | Exploitant agricole Maire de Vaudesincourt (2001-2020) Vice-Président du Conseil Général Suppléant du député Jean-Claude Thomas (2002-2007) Elu en 2015 dans le Canton de Mourmelon-Vesle et Monts de Champagne |

### Conseillers d'arrondissement (de 1833 à 1940)
| Période   | Période          | Identité                                   | Étiquette   | Qualité |
| --------- | ---------------- | ------------------------------------------ | ----------- | --- |
| 1833      | 1845             | Jean Baptiste Gerbaux-Huraut (1797-1852)   |             | Notaire royal, percepteur, maire de Saint-Souplet-sur-Py                                                    |
| 1845      | 1848             | Prosper Pascal Maitre-Baronnet (1800-1879) |             | Cultivateur, maire de Saint-Martin-l'Heureux                                                                |
| 1848      | 1852             | Claude Collard (1804-1878)                 |             | Médecin à Beine, officier de santé                                                                          |
| 1852      |                  | Robert Galland                             |             | |
|           |                  |                                            |             | |
| 1886      | 1890 (démission) | Ernest Monfeuillart                        | Républicain | Agriculteur à Selles, Président de l'Association agricole et viticole de la Marne                           |
| juil.1890 | 1892             | Célestin Sautret                           | Républicain | Maire de Bétheniville                                                                                       |
| 1892      | 1905 (décès)     | Léon Poterlot (1832-1905)                  |             | Cultivateur, maire de Nogent-l'Abbesse, Président du Conseil d'arrondissement                               |
| 1906      |                  | Louis Warnet-Maurois (1866-1942)           | Rad.        | Maire de Nogent-l'Abbesse                                                                                   |
|           |                  |                                            |             | |
| 1925      | 1928             | Henri Gantelet                             | ARD         | Propriétaire à Dontrien                                                                                     |
| 1928      | 1940             | Paul Roger                                 | Rad.        | |
| 1940      |                  |                                            |             | Les conseils d'arrondissement ont été suspendus par la loi du 12 octobre 1940 et n'ont jamais été réactivés |

## Composition
Le canton de Beine-Nauroy regroupait dix-sept communes et comptait 9 925 habitants (2009, sans doubles comptes).
| Communes                   | Population (2012) | Code postal | Code Insee |
| -------------------------- | ----------------- | ----------- | ---------- |
| Aubérive                   | 204               | 51600       | 51019      |
| Beine-Nauroy               | 1046              | 51490       | 51046      |
| Berru                      | 503               | 51420       | 51052      |
| Bétheniville               | 1 125             | 51490       | 51054      |
| Cernay-lès-Reims           | 1 335             | 51420       | 51105      |
| Dontrien                   | 206               | 51490       | 51216      |
| Époye                      | 450               | 51490       | 51232      |
| Nogent-l'Abbesse           | 567               | 51420       | 51403      |
| Pontfaverger-Moronvilliers | 1 556             | 51490       | 51440      |
| Prosnes                    | 532               | 51400       | 51447      |
| Prunay                     | 965               | 51360       | 51449      |
| Saint-Hilaire-le-Petit     | 278               | 51490       | 51487      |
| Saint-Martin-l'Heureux     | 72                | 51490       | 51503      |
| Saint-Masmes               | 454               | 51490       | 51505      |
| Saint-Souplet-sur-Py       | 155               | 51600       | 51517      |
| Selles                     | 357               | 51490       | 51529      |
| Vaudesincourt              | 120               | 51600       | 51600      |

## Démographie
| 1962  | 1968  | 1975  | 1982  | 1990  | 1999  | 2009  |
| ----- | ----- | ----- | ----- | ----- | ----- | ----- |
| 5 974 | 6 679 | 6 888 | 7 466 | 8 151 | 8 587 | 9 925 |